# Sprawa zabójstwa
Sprawa zabójstwa (ros. Отель „У погибшего Альпиниста“, Otiel „U pogibszego Alpinista“) – powieść z pogranicza science fiction i kryminału z 1970, napisana wspólnie przez Arkadija i Borisa Strugackich. W Polsce wydana przez wydawnictwo Iskry w 1973, sygnowana jednocześnie oznaczeniami dwóch serii wydawniczych: Fantastyka-Przygoda i Klub Srebrnego Klucza. W 2005 wydawnictwo Amber wznowiło książkę, tym razem pod oryginalnym tytułem, Hotel pod poległym alpinistą.

## Treść
Akcja powieści rozgrywa się w hotelu odciętym od świata przez lawinę. Przebywający tam na urlopie inspektor policji jest zmuszony przeprowadzić śledztwo w sprawie, jak się wydaje, zabójstwa. 

## Adaptacje
Powieść w 1979 zekranizował estoński reżyser Grigori Kromanov pod tytułem „Hukkunud Alpinisti” hotell. Scenariusz napisali bracia Strugaccy.
W 1993 Michał Kwieciński wyreżyserował spektakl teatru tv na podstawie powieści. 
W 2007 roku powieść została zaadaptowana przez rosyjską firmę programistyczną Akella na grę przygodową Dead Mountaineer Hotel.